# Clive Barker's Undying
Clive Barker's Undying es un videojuego de terror para PC realizado por la empresa Electronic Arts con colaboración integral del escritor literario Clive Barker, prolífico maestro del horror. El juego transcurre en una antigua mansión en la cual están ocurriendo cosas paranormales como apariciones de fantasmas y gente transformada en demonios. El objetivo es averiguar qué es lo que está pasando para luego ir eliminando uno a uno a estos seres diabólicos y sangrientos

## Argumento

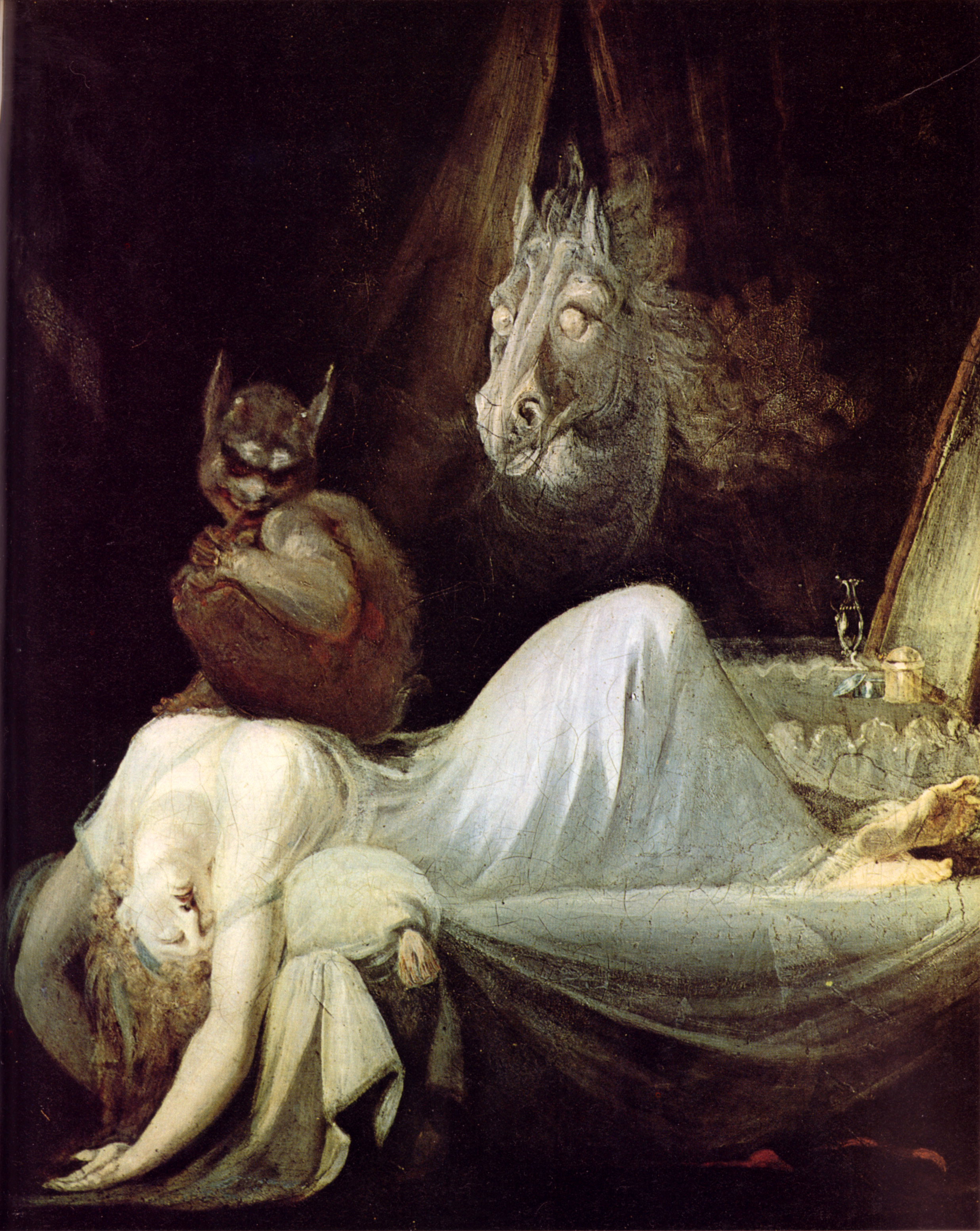
La pesadilla (1790-1791) - Johann Heinrich Füssli

Se debe averiguar qué ha pasado con los parientes de Jeremiah Covenant, gran amigo del jugador (jugando el rol de Patrick Galloway) y General en Jefe en la Primera Guerra Mundial. Todos los rasgos y pistas envuelven a la familia Covenant, por un simple juego de miedo que comienza Jeremiah al querer asustar a sus hermanos, pero no sabe en los mundos demoníacos con los que se está metiendo. Todo este poder, viene de un ritual, donde es sacrificado un guerrero celta, en el 738 a. C., y tras las investigaciones de Joseph Covenant, padre de Jeremiah, comienza a tomar poder sobre algunos miembros de la familia, y a mostrar actitudes paranormales.

## Recepción
Tuvo una tibia acogida, para nada acorde a la envolvente narración creada por Clive Barker.
Debido a las bajas ventas, los proyectos para un parche para multijugador y para una secuela del juego fueron cancelados.